# Diego Romano y Gobea
Diego Romano y Gobea fue un eclesiástico español que sirvió como obispo de Tlaxcala durante el último cuarto del siglo XVI y principios del XVII.

## Vida
Nació en Valladolid en una fecha indeterminada, aunque se estima que fue en 1538. Tuvo estudios en las universidades de Valladolid y Salamanca, obteniendo en esta última el grado de doctor en sagrada teología. 
Ya doctor se le nombró canónigo de la catedral de Granada, para después recibir diferentes cargos como el de gobernador de la diócesis misma, el de inquisidor  de Granada y Lérida, y el de visitador general de la provincia de Lorena.
Tras la muerte de Don Antonio de Morales Molina, el rey Felipe II lo presentó como su sucesor en la mitra de Tlaxcala, nombramiento confirmado por Gregorio XIII en junio de 1578. Fue consagrado por el cardenal Diego de Espinosa en el mismo año (fecha exacta desconocida), haciéndose a la mar y llegando a la sede de la mitra, la Puebla de los Ángeles, en septiembre de 1579. 
Durante su episcopado se celebró el tercer Concilio Provincial Mexicano (1585), Don Benito Bocardo entregó la reliquia del Santo Sudario que se expone en la catedral, falleció el venerable fray Sebastián de Aparicio, se proclamó que se tocaran las campanas diario a las 3 PM en memoria de la pasión de Cristo, y se nombró a Don Alfonso de la Mota y Escobar como obispo auxiliar (trasladándosele desde Guadalajara, después sería su sucesor).
Murió el 12 de abril de 1606 en el palacio episcopal. Está enterrado en la cripta de la catedral.

## Legado
La obra primigenia por la que se le recuerda es la erección de la parroquia de San José, desmembrando su territorio de la del Sagrario (la masiva iglesia actual se construiría años después). También fundó el convento de San Jerónimo, trayendo a las religiosas del de México.  Además, concedió la licencia para la fundación del Hospital de San Roque y el convento de la Merced, e inició la construcción de la capilla de San Marcos (después erigida en parroquia). Fue patrono del hospicio de niños expósitos de San Cristóbal fundado por Cristóbal de Rivera, cura de Tlacotepec y del Colegio de San Juan, fundado por Juan de Larios, beneficiado de Acatlán.